# Oberpfalz
Die Oberpfalz ist ein Regierungsbezirk und flächengleich auch ein Bezirk (dritte kommunale Ebene) im Nordosten des Freistaates Bayern. Sie grenzt an Tschechien und an die bayerischen Regierungsbezirke Oberbayern, Niederbayern, Mittelfranken und Oberfranken.
Verwaltungssitz des Bezirks Oberpfalz und Sitz der Regierung der Oberpfalz ist Regensburg. Bis zum Jahr 1954 wurden die Regierungsbezirke Niederbayern und Oberpfalz gemeinsam verwaltet.
Der Name Oberpfalz leitet sich von der historischen Oberpfalz ab.

## Gliederung

### Aktuelle Gliederung
Der Regierungsbezirk Oberpfalz umfasst drei kreisfreie Städte und sieben Landkreise:
Kreisfreie Städte
1. Amberg
2. Regensburg
3. Weiden

Landkreise
1. Landkreis Amberg-Sulzbach
2. Landkreis Cham
3. Landkreis Neumarkt in der Oberpfalz
4. Landkreis Neustadt an der Waldnaab
5. Landkreis Regensburg
6. Landkreis Schwandorf
7. Landkreis Tirschenreuth

### Vor der Kreisreform
Vor der Landkreisreform am 1. Juli 1972 hatte der Regierungsbezirk Oberpfalz fünf kreisfreie Städte und neunzehn Landkreise.
Kreisfreie Städte:
- Amberg

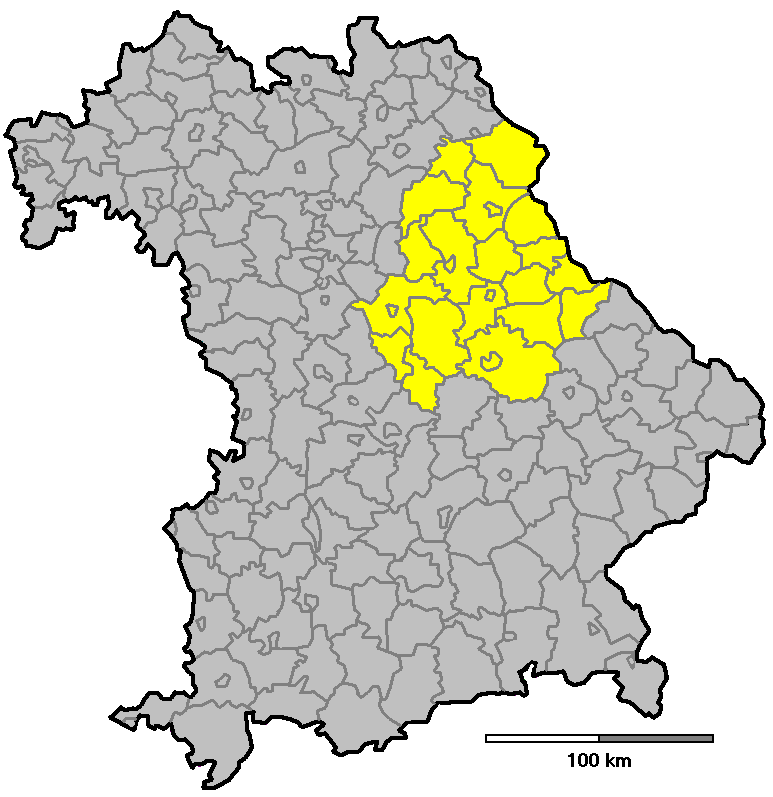
Alte Landkreisgrenzen

- Neumarkt in der Oberpfalz (heute Große Kreisstadt im gleichnamigen Landkreis)
- Regensburg
- Schwandorf (heute Große Kreisstadt im gleichnamigen Landkreis)
- Weiden in der Oberpfalz

Landkreise:
- Landkreis Amberg
- Landkreis Beilngries
- Landkreis Burglengenfeld
- Landkreis Cham
- Landkreis Eschenbach in der Oberpfalz
- Landkreis Kemnath
- Landkreis Nabburg
- Landkreis Neumarkt in der Oberpfalz
- Landkreis Neunburg vorm Wald
- Landkreis Neustadt an der Waldnaab
- Landkreis Oberviechtach
- Landkreis Parsberg
- Landkreis Regensburg
- Landkreis Riedenburg
- Landkreis Roding
- Landkreis Sulzbach-Rosenberg
- Landkreis Tirschenreuth
- Landkreis Vohenstrauß
- Landkreis Waldmünchen

### 1939 bis 1945
Von 1939 bis 1945 gehörte zu Niederbayern-Oberpfalz ein Teil des Sudetenlands, das nach dem Münchner Abkommen von 1938 von der Tschechoslowakei annektiert worden war. Aus diesem Gebiet im Böhmerwald wurden drei Landkreise gebildet:
- Landkreis Bergreichenstein
- Landkreis Markt Eisenstein
- Landkreis Prachatitz

Vom Landkreis Markt Eisenstein wurden 1940 11 Gemeinden abgetrennt und dem Landkreis Waldmünchen zugeteilt.

## Bevölkerungsentwicklung
| Bevölkerungsentwicklung | Bevölkerungsentwicklung | Bevölkerungsentwicklung | Bevölkerungsentwicklung | Bevölkerungsentwicklung | Bevölkerungsentwicklung | Bevölkerungsentwicklung | Bevölkerungsentwicklung | Bevölkerungsentwicklung | Bevölkerungsentwicklung | Bevölkerungsentwicklung | Bevölkerungsentwicklung | Bevölkerungsentwicklung | Bevölkerungsentwicklung | Bevölkerungsentwicklung |
| ----------------------- | ----------------------- | ----------------------- | ----------------------- | ----------------------- | ----------------------- | ----------------------- | ----------------------- | ----------------------- | ----------------------- | ----------------------- | ----------------------- | ----------------------- | ----------------------- | ----------------------- |
| Jahr                    | 1840                    | 1871                    | 1900                    | 1925                    | 1939                    | 1950                    | 1961                    | 1970                    | 1987                    | 2004                    | 2016                    | 2018                    | 2020                    |                         |
| Einwohner               | 459.571                 | 501.950                 | 558.394                 | 636.845                 | 694.742                 | 905.822                 | 898.580                 | 963.833                 | 969.858                 | 1.090.289               | 1.098.378               | 1.109.269               | 1.112.267               |                         |

Die Statistik spiegelt ein gleichmäßiges Wachstum wider; das sollte aber nicht überbewertet werden. Lokal gab es teilweise gravierende Unterschiede. Momentan wachsen Stadt und Landkreis Regensburg dynamisch, während im Norden der Oberpfalz die Bevölkerungszahlen seit 20 Jahren rückläufig sind. Der Ausländeranteil liegt aktuell (2018) bei 8,75 % und damit deutlich unter dem bayerischen Durchschnitt (13,20 %). Einem Sterbeüberschuss von 2960 Personen stand 2015 ein Wanderungszugewinn von 12.138 Personen gegenüber. 2017 betrug der Sterbeüberschuss 1963 Personen bei 9982 Geburten. Eine positive natürliche Bevölkerungsentwicklung wies (2017) nur die Stadt Regensburg auf (+201 Personen).

## Sprache
Fast die gesamte Oberpfalz gehört zum bairischen Sprachraum.
Im Norden und in der Mitte der Oberpfalz wird Nordbairisch gesprochen, im Süden der Oberpfalz, ab Waldmünchen und Burglengenfeld, beginnt ein breiter sprachlicher Mischraum zwischen Nord- und Mittelbairisch. Im Chamer Becken tendieren die Mundarten zum Niederbayerischen und im Regensburger Raum eher nach Oberbayern. Es gibt einen deutlichen Unterschied zwischen Sprechern aus Regensburg und Straubing, obwohl auch Straubing noch zu dieser Mischzone gehört.
Das Nordbairische ist eine urtümliche Variante des Bairischen, die noch viele Archaismen bewahrt, die im zentralen mittelbairischen Sprachraum schon ausgestorben sind. Es hat viele lautliche Eigenheiten, die es teilweise mit den benachbarten ostfränkischen Dialekten teilt. Das Nordbairische zeichnet sich besonders durch die „gestürzten Diphthonge“ (voraus lagen mhd. uo, ië und üe) und die diphthongierten mittelhochdeutschen Langvokale â, ô, ê und œ aus; beispielsweise entsprechen den standarddeutschen Wörtern Bruder, Brief und müde (monophthongierte Vokale) hier Brouda, Brejf und mejd (zuerst Monophthongierung, danach erneute Diphthongierung) anstatt Bruada, Briaf und miad (erhaltene Diphthonge) wie im Mittelbairischen südlich der Donau. Weiterhin entspricht beispielsweise dem standarddeutschen Schaf hier Schòuf (mittelbair. Schòòf), rot hier ròut/rout (mittelbair. rot/rout), Schnee hier Schnèj (mittelbair. Schnèè), oder böse hier bèjs (mittelbair. bèès).
Bei den Dialekten im Westen und im Nordwesten des nordbairischen Sprachraums ist charakteristisch auch eine Hebung der Vokale e (und ö nach Entrundung) und o zu i und u zu verzeichnen, beispielsweise Vuugl und Viigl, im Gegensatz zu den südlicheren Formen Voogl und Veegl für standardsprachlich Vogel und Vögel. Diese Hebung gilt auch als charakteristisches (ost-)fränkisches Merkmal. Im Nordosten des Sprachraums werden diese Laute zu den Diphthongen ua und ia, also Vuagl und Viagl.
Verkleinerungs- und Koseformen enden in der Mehrzahl meist auf -(a)la, in der Einzahl auf -(a)l, beispielsweise Moidl = Mädchen, d’ Moi(d)la = die Mädchen. Die Endung -en nach k, ch und f ist in den nördlicheren nordbairischen Dialekten als Konsonant erhalten geblieben, beispielsweise hockn, stechn, hoffn, Soifn (= Seife). In den südlicheren nordbairischen Dialekten ist sie wie in den mittelbairischen weiter im Süden zu -a geworden, also hocka, stecha, hoffa, Soifa. Kennzeichnend ist auch die Form niad für mittelbairisch net und die vielfältigen Formen des Personalpronomens für die 2. Person Plural: enk, enks, ees, èts, deets, diits, diats u. a.

## Größte Städte der Oberpfalz
| Stadt      | Landkreis                 | Einwohner 1 | Bild                              |
| ---------- | ------------------------- | ----------- | --------------------------------- |
| Regensburg | kreisfrei                 | 151.389     | Regensburger Dom                  |
| Amberg     | kreisfrei                 | 42.553      | Stadtbrille und St. Martin Amberg |
| Weiden     | kreisfrei                 | 42.444      | Weidener Rathaus                  |
| Neumarkt   | Neumarkt in der Oberpfalz | 41.101      | Neumarkter Altstadt               |
| Schwandorf | Schwandorf                | 29.877      |                                   |

## Geografie
Die Oberpfalz ist eine Landschaft mit Mittelgebirgen und in den flacheren Regionen mit zahlreichen Weihern und Seen. Sie hat im Vergleich zu anderen Regionen in Deutschland eher ländlichen Charakter, ist dünner besiedelt und grenzt (im Uhrzeigersinn von Norden aus) an Oberfranken, Tschechien, Niederbayern, Oberbayern und Mittelfranken.
Bemerkenswerte Landschaften sind:
- Stiftland, ehemaliges Reichsstift und Herrschaftsbereich des Klosters Waldsassen mit dem Marktort Konnersreuth, dem Kloster Fockenfeld, der Stadt Waldsassen und etwa 150 weiteren Ortschaften.
- Oberpfälzer Wald mit tiefen Tälern und vielen Burgen
- Oberpfälzer Seenland mit dem großen Steinberger See
- Oberpfälzer Jura, ein Teil des Fränkischen Juras
- Steinwald mit den flankierenden Basaltkuppen Großer Teichelberg und Armesberg
- Waldnaab/Wondrebsenke
- Bayerischer Wald, zusammen mit dem Böhmerwald ein weitflächiges Naturschutzgebiet. Ein Felsriegel westlich vom Gipfelkreuz des Großen Arber (1455,5 m ü. NHN) stellt mit 1439,6 m den höchsten Punkt der Oberpfalz dar.
- Naabtal
- Vilstal
- Laabertal
- Donauniederung, westlicher Teil des Gäuboden[6]
- Unterbayerisches Hügelland südlich der Donau

Die Oberpfalz ist ein Vulkangebiet, welches im Tertiär mit ca. 150 Vulkanen aktiv war. Zusammen mit dem tschechischen Westböhmen fand eine jüngere vulkanische Aktivität im Pleistozän am Eisenbühl, dem Kammerbühl und dem Neualbenreuther Maar statt.
Der geografische Mittelpunkt der Oberpfalz befindet sich auf dem Gemeindegebiet des Marktes Schwarzenfeld. Der von der Bayerischen Vermessungsverwaltung errechnete Punkt liegt in einer ehemaligen, mittlerweile gefluteten Tongrube in der Nähe des Ortsteiles Frotzersricht (Position).

## Schutzgebiete
Im Regierungsbezirk gibt es 62 Naturschutzgebiete, 86 Landschaftsschutzgebiete, 95 FFH-Gebiete, 14 EU-Vogelschutzgebiete und mindestens 570 Geotope (Stand März 2017). Das größte Naturschutzgebiet im Bezirk ist die Regentalaue zwischen Cham und Pösing.
Siehe auch:
- Liste der Naturschutzgebiete in der Oberpfalz
- Liste der Landschaftsschutzgebiete in der Oberpfalz
- Liste der FFH-Gebiete in der Oberpfalz
- Liste der EU-Vogelschutzgebiete in der Oberpfalz
- Liste der Geotope in der Oberpfalz

Naturschutzgebiete
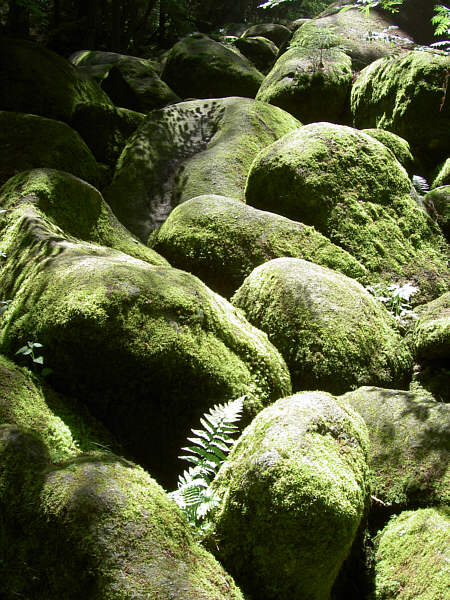
Naturschutzgebiet Doost
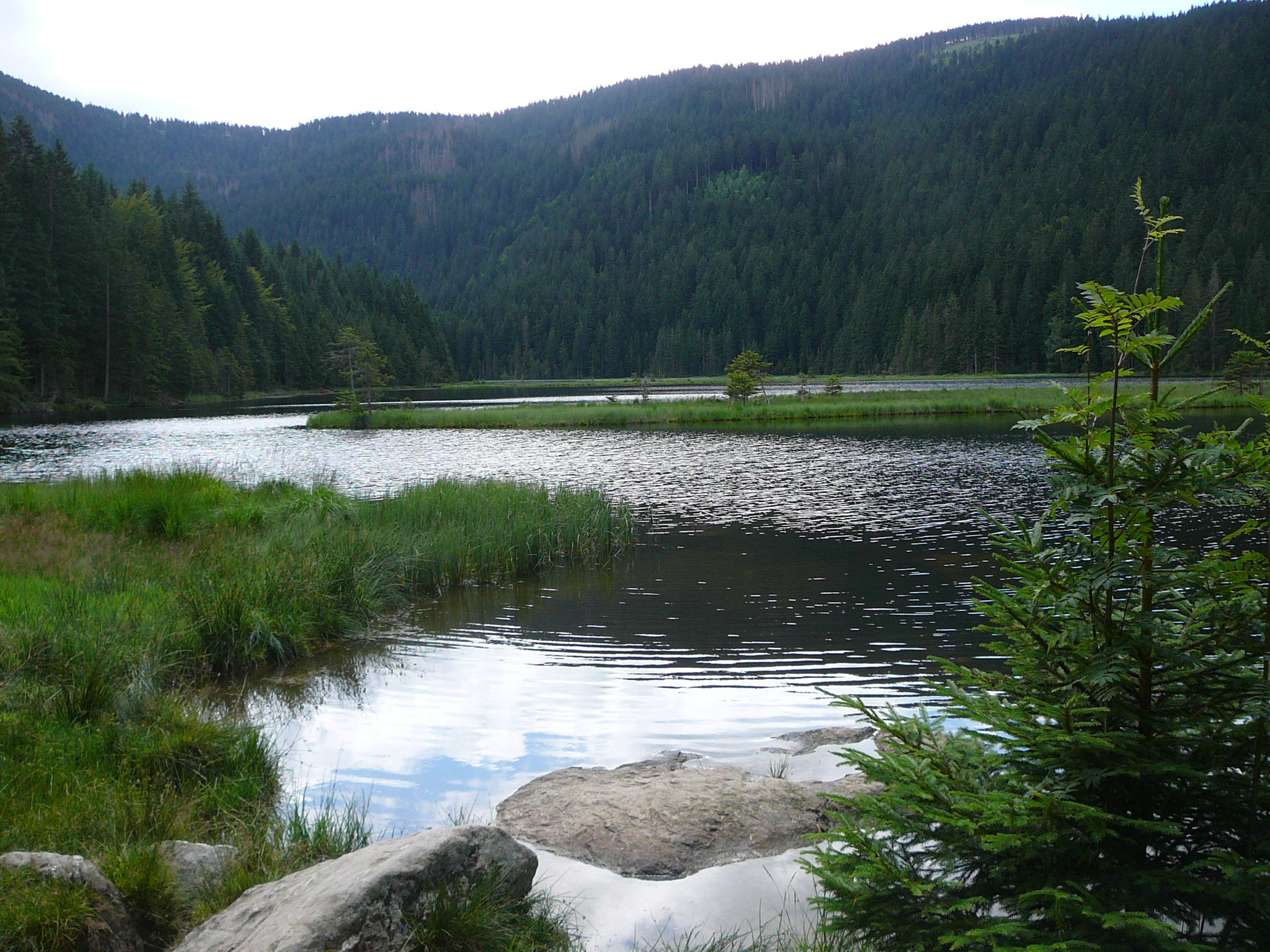
Kleiner Arbersee
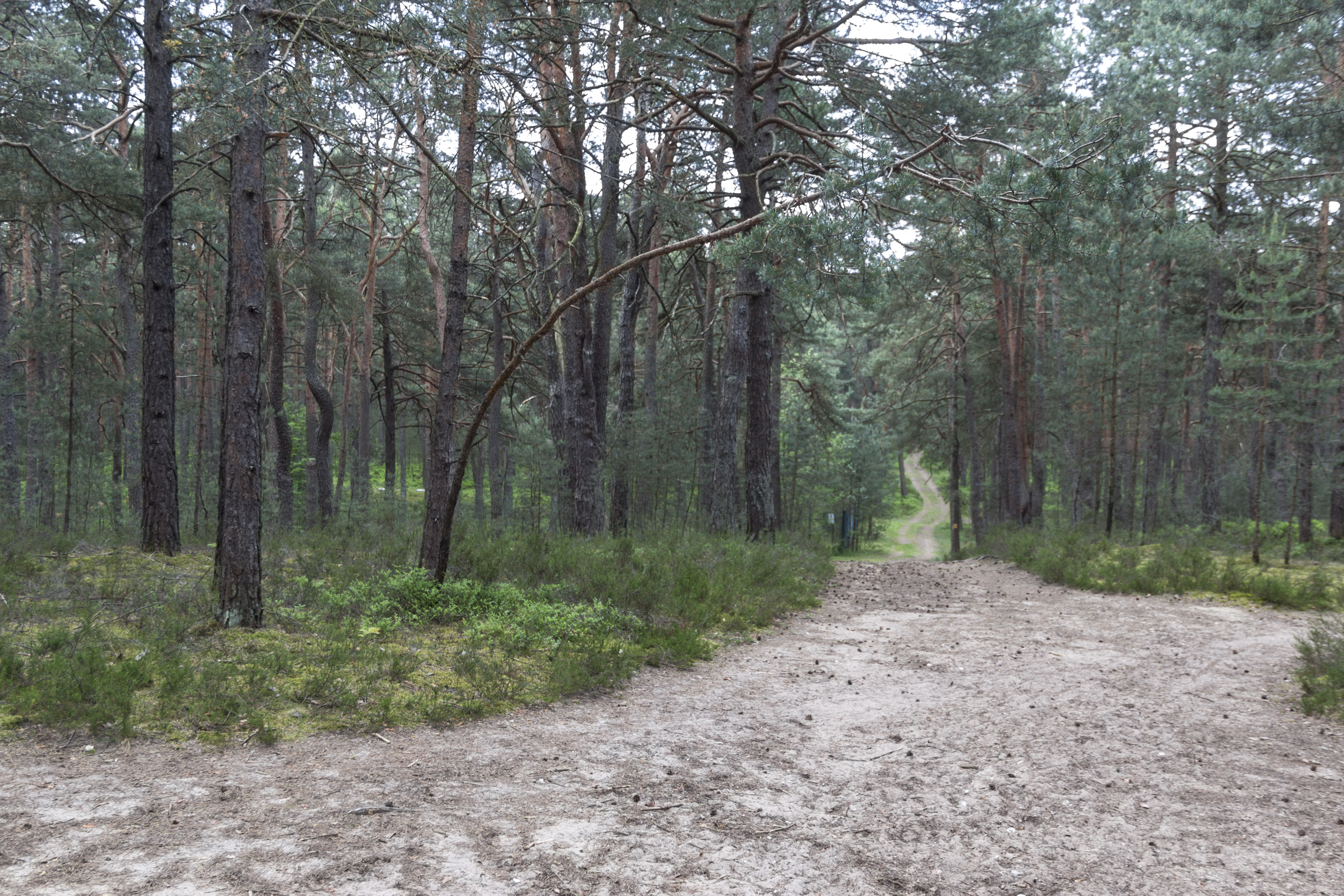
Neumarkter Sanddünen
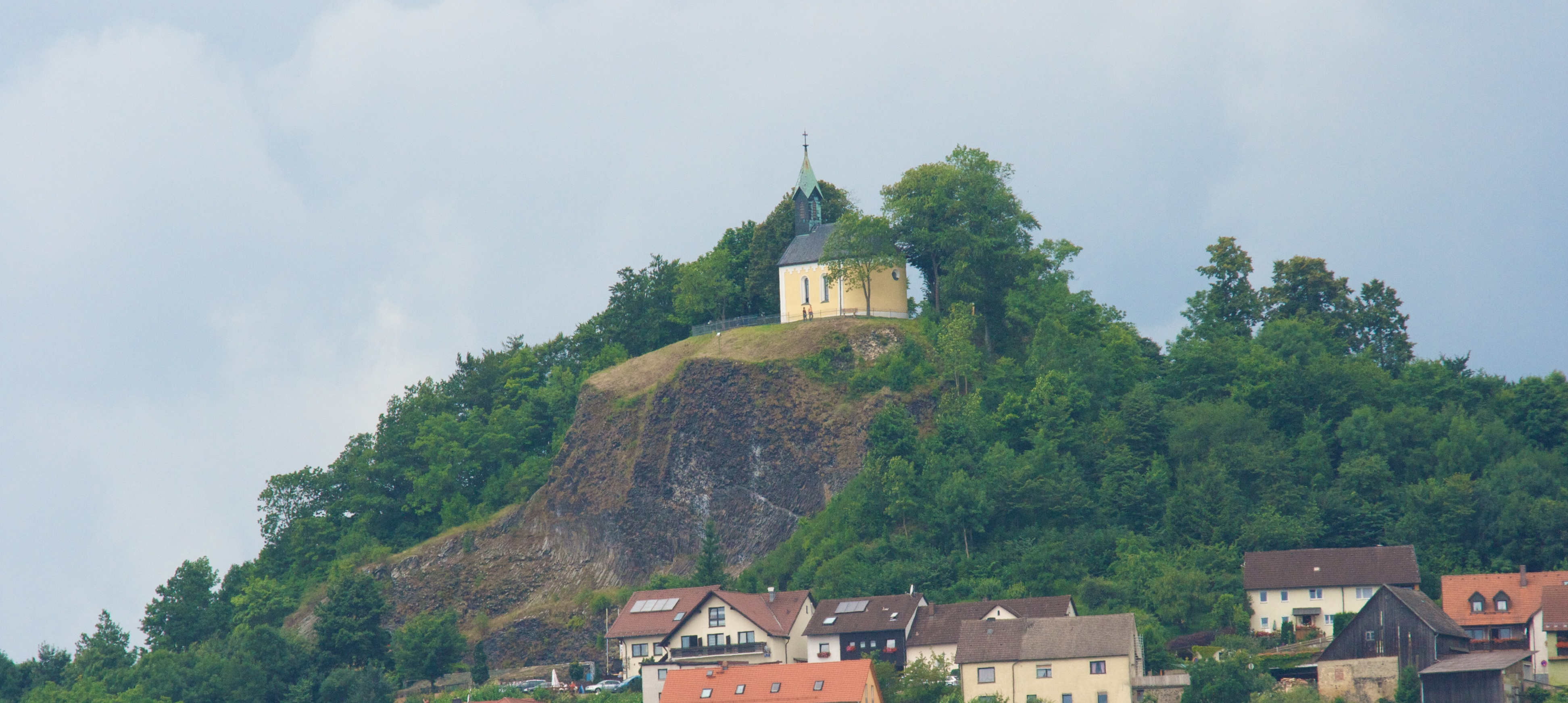
Parkstein (Basaltkegel)
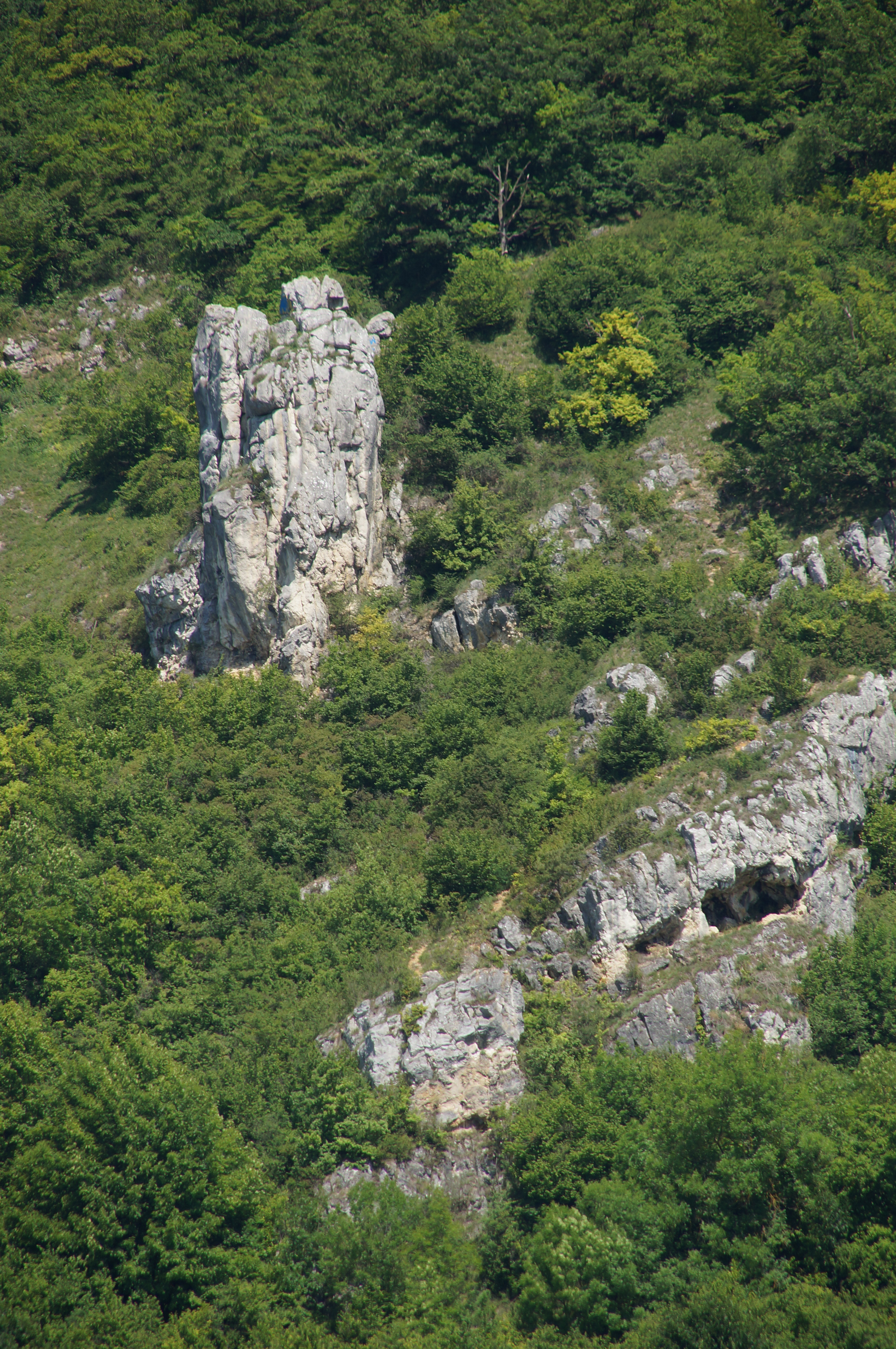
Am Keilstein Regensburg
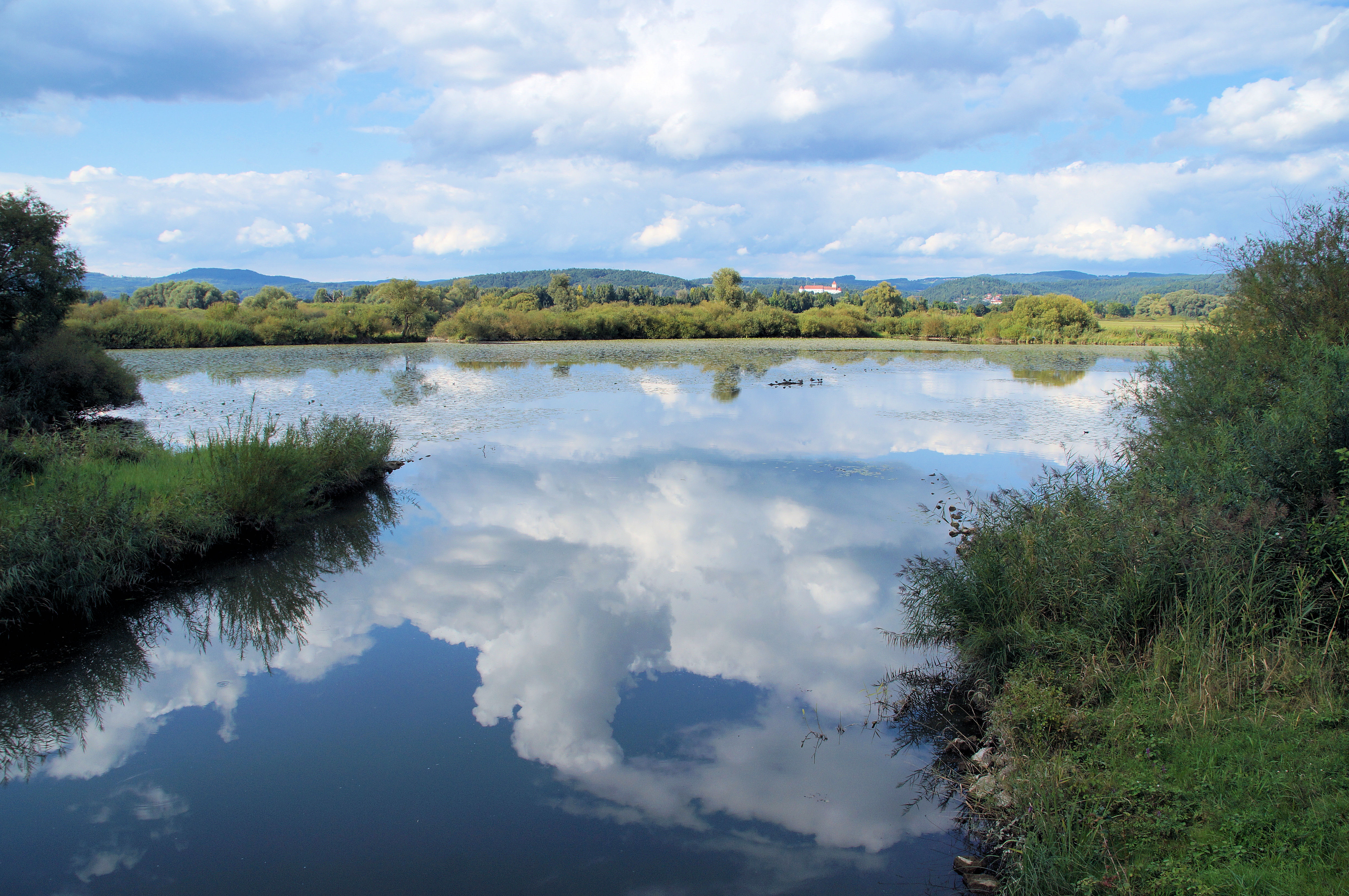
NSG Pfatterer Au
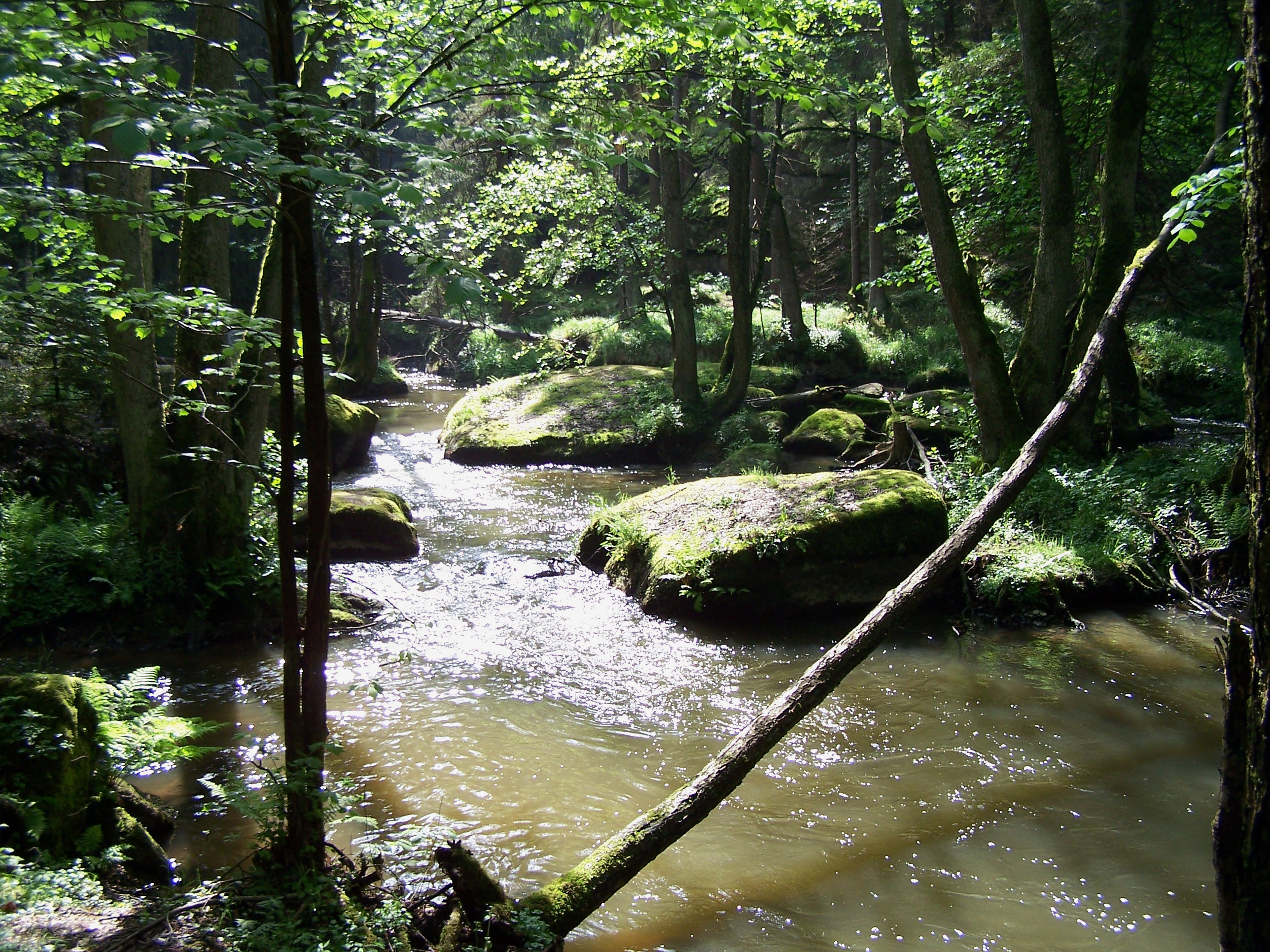
Waldnaabtal
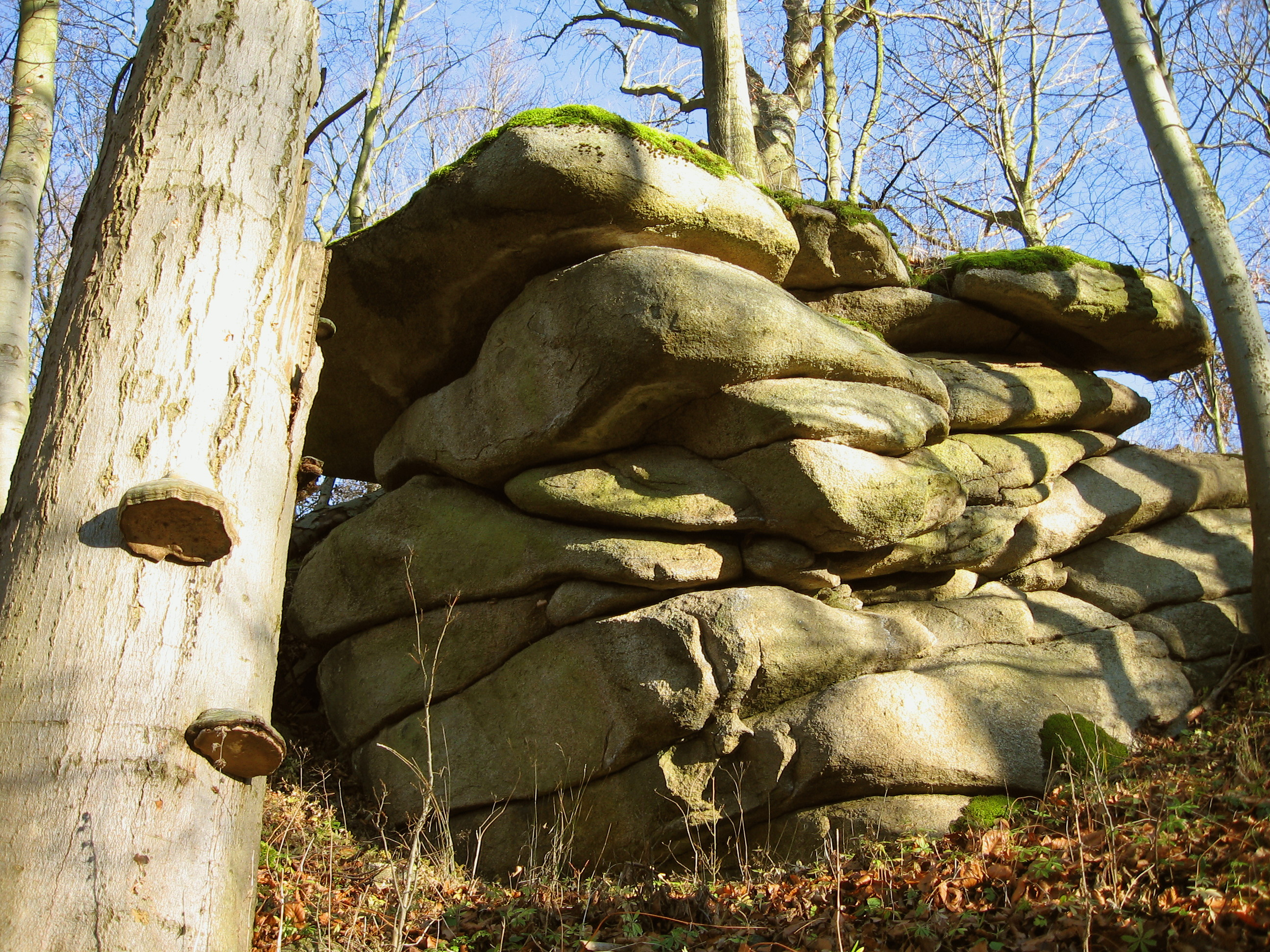
Sattelpeilnstein Schlossberg
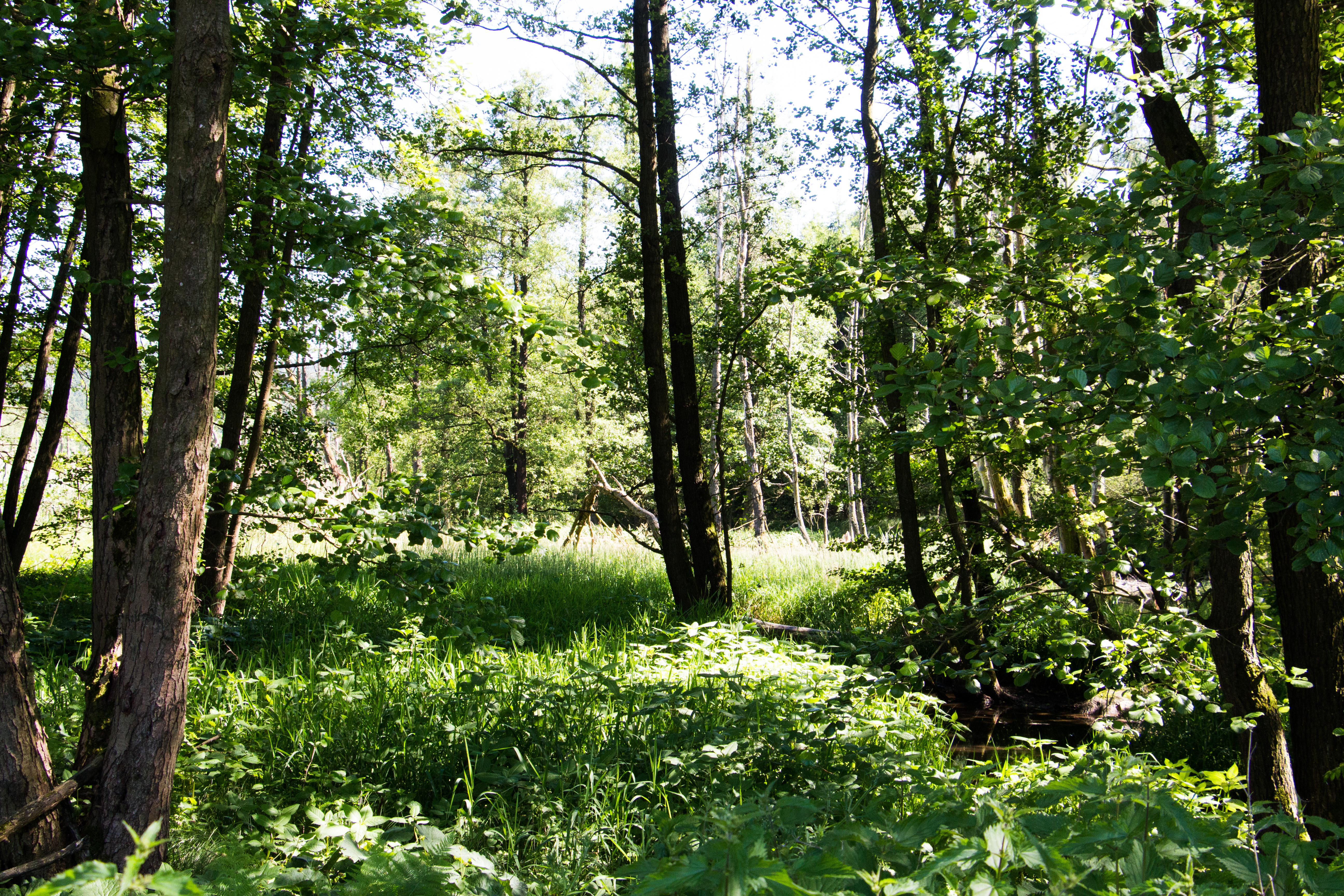
Ponnholzbachtal
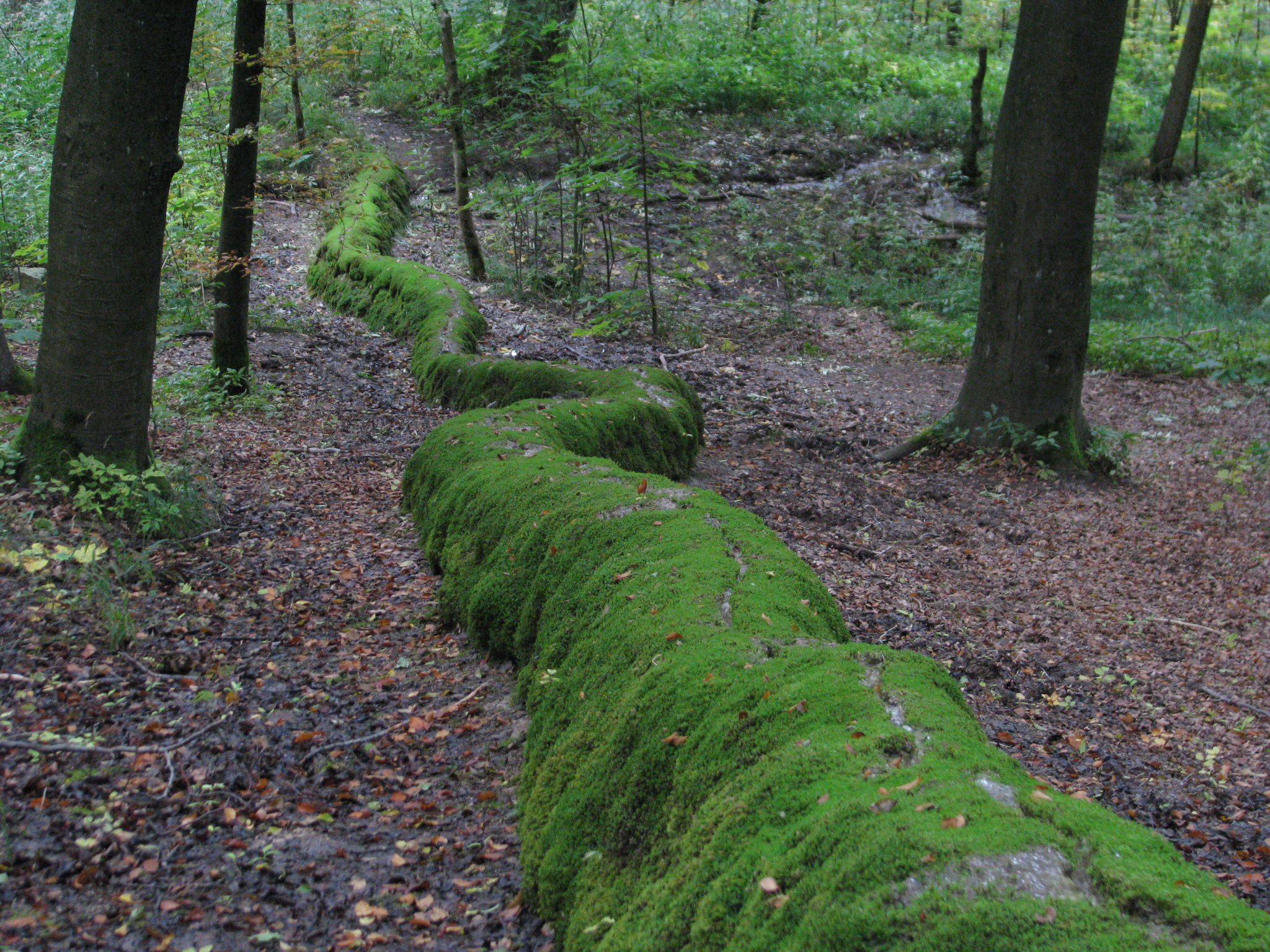
Steinerne Rinne bei Erasbach

## Geschichte
Historisch ist die Oberpfalz mit dem bayerischen Nordgau des 7. bis 14. Jahrhunderts identisch. Der Name des Regierungsbezirkes Oberpfalz steht im direkten Zusammenhang mit dem Begriff der Königspfalz und dem davon abgeleiteten Namen der Kurpfalz (siehe auch Pfalz (Bayern)).
Nach dem Tod Ludwigs II. des Strengen teilte sich das Haus Wittelsbach 1329 (Hausvertrag von Pavia) in die ältere, pfälzische und die jüngere, bayerische Linie, wobei die Pfälzer Linie einen Teil der Gebiete in Nordbayern erhielt, die später zur Unterscheidung von der am Rhein gelegenen Unterpfalz Obere Pfalz gen Bayern genannt wurden. Aus dieser Bezeichnung entstand Anfang des 19. Jahrhunderts der Name Oberpfalz im Zuge der Neuordnung des Königreiches Bayern. Die Oberpfalz wurde seit 1329 von Heidelberg aus regiert; sie wurde im 16. Jahrhundert protestantisch. Nach der Niederlage des Kurfürsten Friedrich V. in der Schlacht am Weißen Berg bei Prag am 8. November 1620 wurden die kurpfälzischen Teile der Oberpfalz 1621 von Bayern besetzt, rekatholisiert und 1628 annektiert. Die oberpfälzischen Gebiete der Herzogtümer Pfalz-Neuburg und Pfalz-Sulzbach blieben unangetastet. Die Verlagerung der Handelsstraßen nach Prag und Nürnberg, die Verwüstungen des Dreißigjährigen Krieges sowie die Vertreibung der Protestanten, die nicht zur katholischen Kirche übertreten wollten, verursachten einen wirtschaftlichen Niedergang der Oberpfalz.

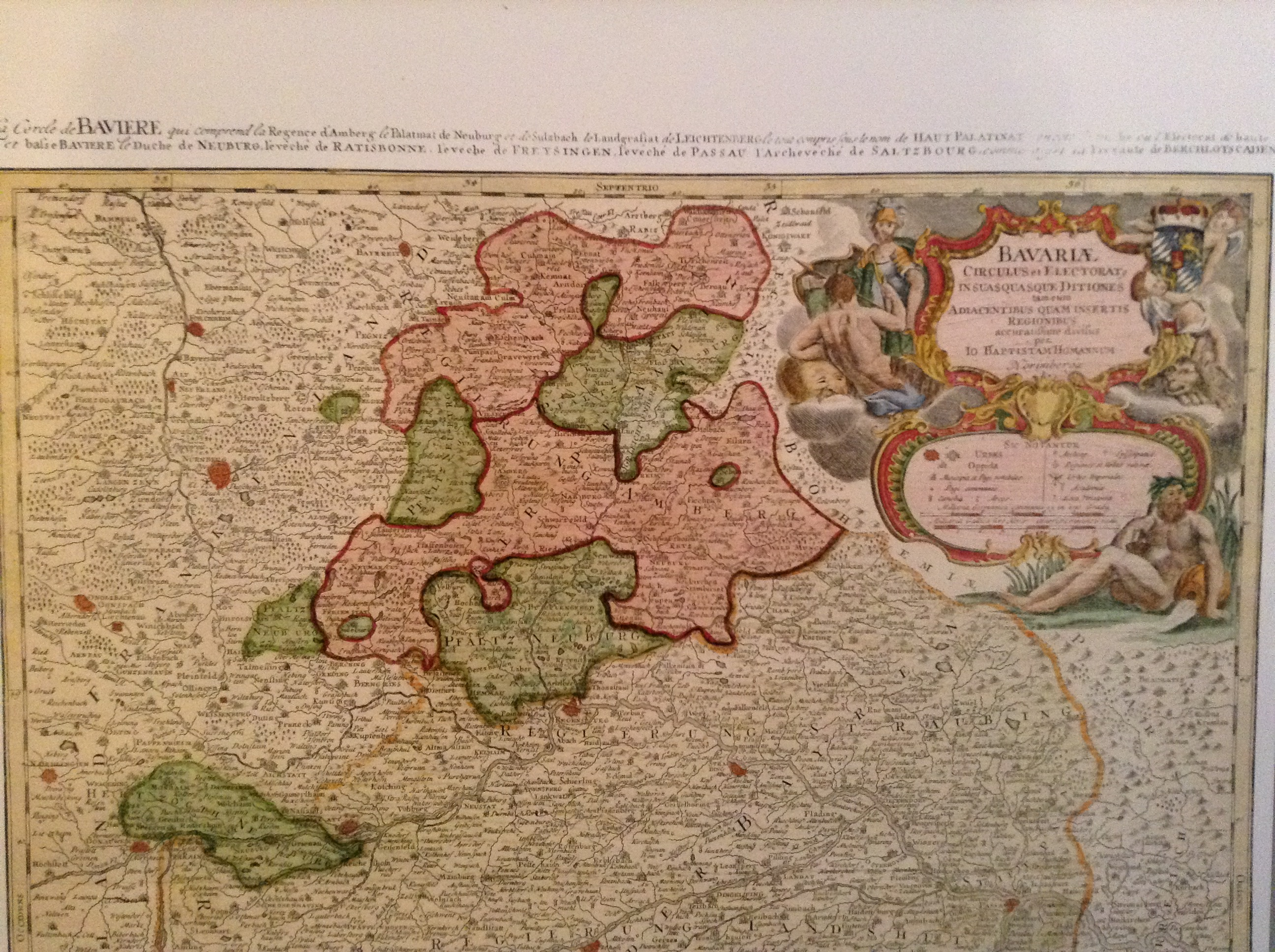
Karte der Oberpfalz um 1700

Für die nunmehr kurbayerische Oberpfalz wurde das Rentamt Amberg eingerichtet. Der Süden der heutigen Oberpfalz, etwa südlich von Chamb und Regen, gehörte schon vor dem Dreißigjährigen Krieg zum niederbayerischen Rentamt Straubing.
Von 1806 bis 1808 wurde das Königreich Bayern in fünfzehn Kreise eingeteilt, deren Namen sich nach Flüssen richteten. Der Regenkreis umfasste zunächst dreizehn Landgerichte und seit 1809 die kreisunmittelbare Stadt Straubing. 1810 wurde er erheblich vergrößert, unter anderem durch das Fürstentum Regensburg. Danach wurde Regensburg Sitz des Generalkreiskommissariats. Der Regenkreis gab aber auch Gebiete an den Unterdonaukreis ab.
Bei der von König Ludwig I. veranlassten Gebietsreform vom 29. November 1837, bei der man sich auf die historischen Landesbezeichnungen besann, erfolgte die Umbenennung in Kreis Oberpfalz und Regensburg und die Erweiterung um Teile des Obermainkreises. Zum 1. April 1932 wurden die Regierungsbezirke Niederbayern und Oberpfalz und Regensburg im Rahmen eines Programms zur Staatsvereinfachung zum Regierungsbezirk Niederbayern und Oberpfalz mit dem Sitz der Regierung in Regensburg zusammengelegt. Ab dem Zusammenschluss entfiel beim Regierungsbezirk Oberpfalz der Zusatz und Regensburg. 1939 wurde der Regierungsbezirk Niederbayern-Oberpfalz um die bis zum Münchner Abkommen 1938 zur Tschechoslowakei gehörenden und 1945 wieder zu ihr zurückgekehrten Landkreise Bergreichenstein, Markt Eisenstein und Prachatitz erweitert. Gemäß Art. 185 der Bayerischen Verfassung von 1946 (BV) wurden die Regierungsbezirke (Kreise) zum 1. April 1948 in ihrer bis 1932 bestehenden Form wiederhergestellt. Die Gebietsreform in Bayern brachte ab 1971 einige Änderungen der innerbayerischen Grenzen.

## Verkehr

### Bahnstrecken
Der Regierungsbezirk Oberpfalz wird von folgenden Eisenbahnstrecken mit Personenverkehr durchquert:
- München–Regensburg
- Regensburg–Weiden
- Weiden–Oberkotzau
- Passau–Obertraubling
- Regensburg–Ingolstadt
- Regensburg–Nürnberg
- Schwandorf–Furth im Wald
- Nürnberg–Irrenlohe
- Neukirchen–Weiden
- Weiden–Bayreuth
- Nürnberg–Cheb
- Cham–Waldmünchen
- Cham–Bad Kötzting
- Bad Kötzting–Lam
- Schnellfahrstrecke Nürnberg–Ingolstadt führt durch das Gemeindegebiet von Pyrbaum.

Darüber hinaus gibt es eine Reihe von ehemaligen Bahnstrecken und Bahnstrecken ohne Personenverkehr wie z. B. die Bahnstrecke Neumarkt–Dietfurt.

### Fernstraßen

#### Bundesautobahnen
Über das Gebiet der Oberpfalz verlaufen folgende Fernstraßen:
- A 3 (Nürnberg – Neumarkt in der Oberpfalz – Regensburg – Passau)
- A 6 (Nürnberg – Amberg – Schmidgaden – Waidhaus – Prag)
- A 9 (Nürnberg – Ingolstadt) (Sie führt auf knapp 2 km Streckenlänge durch das Gemeindegebiet von Pyrbaum.)
- A 93 (Dreieck Holledau – Regensburg – Schwandorf – Weiden – Marktredwitz – Hof)

#### Bundesstraßen
- Bundesstraßen 8, 14, 15, 16, 20, 22, 85, 299 und 470.

## Wirtschaft
Die Wirtschaft der Oberpfalz hat in den Jahren 1994 bis 2004 einen Wandel durchlebt. So nahmen die Erwerbstätigen in diesem Zeitraum im primären Sektor (Land- und Forstwirtschaft, Fischerei) ab, die Zahl der Erwerbstätigen im produzierenden Gewerbe sank ebenfalls. Die Erwerbstätigen im Dienstleistungssektor nahmen jedoch um 18,8 % zu. Da dies mit ca. 64 % Anteil an der Bruttowertschöpfung der bestimmende Sektor ist, nahmen die Erwerbstätigen damit insgesamt um 5,6 % zu. Heutzutage hat sich aufgrund der positiven wirtschaftlichen Entwicklung die Arbeitslosenquote auf 4,6 % zurückgebildet. Gemessen am BIP gehört die Oberpfalz zu den wohlhabenderen Regionen der EU mit einem Index von 130 (EU27: 100, Deutschland: 123) (2011). Die Wirtschaftskraft des Regierungsbezirkes variiert relativ stark zwischen der nördlichen und der südlichen Oberpfalz.
Die Wirtschaft ist insgesamt geprägt von klein- und mittelständischen Unternehmen, von denen einige zu den Führenden ihrer Branche zählen. Ebenso ist der Tourismus ein großer wirtschaftlicher Faktor. Die Landwirtschaft und die Teichwirtschaft, die vor allem in den nördlichen Regionen der Oberpfalz auftritt, haben gesamtwirtschaftlich gesehen eher eine kleine Rolle inne. Industrielle Strukturen sind am stärksten im Großraum Regensburg vertreten, der in den vergangenen 25 Jahren eine beachtliche wirtschaftliche Dynamik entwickelt hat. Neben BMW, der Krones AG, Infineon und Continental produzieren eine Reihe weiterer Unternehmen in und um Regensburg. Regensburg ist nach München der zweitstärkste Biotechnologiestandort Bayerns (bundesweit Rang 5).
Auf Landkreis-Ebene steht der Kreis Schwandorf in der Oberpfalz an erster Stelle beim Steueraufkommen. Es gibt 300 Industriebetriebe mit ca. 16.000 Arbeitsplätzen. Die namhaftesten Unternehmen sind u. a. die MEILLERGHP GmbH, die Benteler Automobiltechnik GmbH und die Nabaltec AG in Schwandorf, der Innovationspark Wackersdorf auf dem ehemaligen WAA-Gelände (BMW), die Läpple AG mit Werk in Teublitz, die F.EE GmbH in Neunburg vorm Wald, die Gerresheimer AG mit den Standorten Wackersdorf/Pfreimd und die Heidelberg Cement AG in Burglengenfeld.
Der intensive Bergbau in der Oberpfalz bewirkte einen starken wirtschaftlichen Aufschwung und machte die Region zu einem Zentrum der Eisenerzgewinnung und -verhüttung in Europa. Auch später noch bis in die 1980er Jahre wurden die Erzvorkommen der Region wirtschaftlich ausgebeutet. Bis etwa 1990 bzw. 2002 war die Eisen- und Stahlindustrie (Maxhütte mit den Standorten Sulzbach-Rosenberg und Maxhütte-Haidhof; ein verbliebener Schwerindustrierest ist die Luitpoldhütte in Amberg) in Verbindung mit bedeutenden Vorkommen von Eisenerz (in Auerbach in der Oberpfalz) und Braunkohle (in Wackersdorf) ein bestimmender Wirtschaftsfaktor.
Aufgrund ihrer Randlage am Eisernen Vorhang wurde die Oberpfalz seit den 1950er Jahren zu einem Stationierungsschwerpunkt der Seventh United States Army und der neugegründeten Bundeswehr. Die Militärpräsenz ist seitdem ein wichtiger Wirtschaftsfaktor in dem strukturschwachen Raum um den Truppenübungsplatz Grafenwöhr, auch wenn das Ende des Kalten Krieges seit Anfang der 1990er Jahre eine deutliche Truppenreduzierung mit sich brachte.
Touristische Anziehungspunkte sind der Oberpfälzer Wald, das Stiftland und der Steinwald im Norden, die aus dem Tagebau hervorgegangene Seenlandschaft bei Schwandorf in der Mitte, die Jurahöhen im Westen sowie das untere Naabtal und die Bezirkshauptstadt Regensburg im Süden. Bei Nabburg betreibt der Bezirk das Freilandmuseum Oberpfalz.
Im nationalen und internationalen Tourismus besser bekannt ist der Bayerische Wald, der sowohl in der Oberpfalz als auch im benachbarten Niederbayern gelegen ist. Dort ist eine alte Tradition der Glasbläserkunst vorhanden, die in Zwiesel, Bayerisch Eisenstein und angrenzenden Orten auch touristisch genutzt wird. Eine wichtige Rolle in Ostbayern spielen der Naturpark Oberpfälzer Wald, der Naturpark Oberer Bayerischer Wald und der Naturpark Bayerischer Wald. Die Region Oberpfalz ist als eine der preiswertesten deutschen Ferienregionen bekannt; die Preise von Gaststätten und für Beherbergungen sind auf vergleichsweise günstigem Niveau.
Die Marktgemeinde Plößberg zeichnet die hohe Dichte an industriellen Niederlassungen aus. Darunter zählen die Betriebe Ziegler Holzindustrie KG, Erdenwerk Gregor Ziegler, Kartonagenwerk Liebenstein und Horn Glas Industries AG. Der Betrieb Ziegler Holzindustrie KG, das Erdenwerk Ziegler und die Firma Horn Glas Industries AG wurden von 2004 bis 2010 durch den bayerischen Staatsminister Otto Wiesheu bzw. Martin Zeil zu den Bayerns best 50 Betrieben ausgezeichnet.

## Kultur
Siehe auch: Liste von Pfarrhäusern in Bayern (Oberpfalz)

Siehe auch: Liste von Burgen und Schlössern in der Oberpfalz

## Tourismus

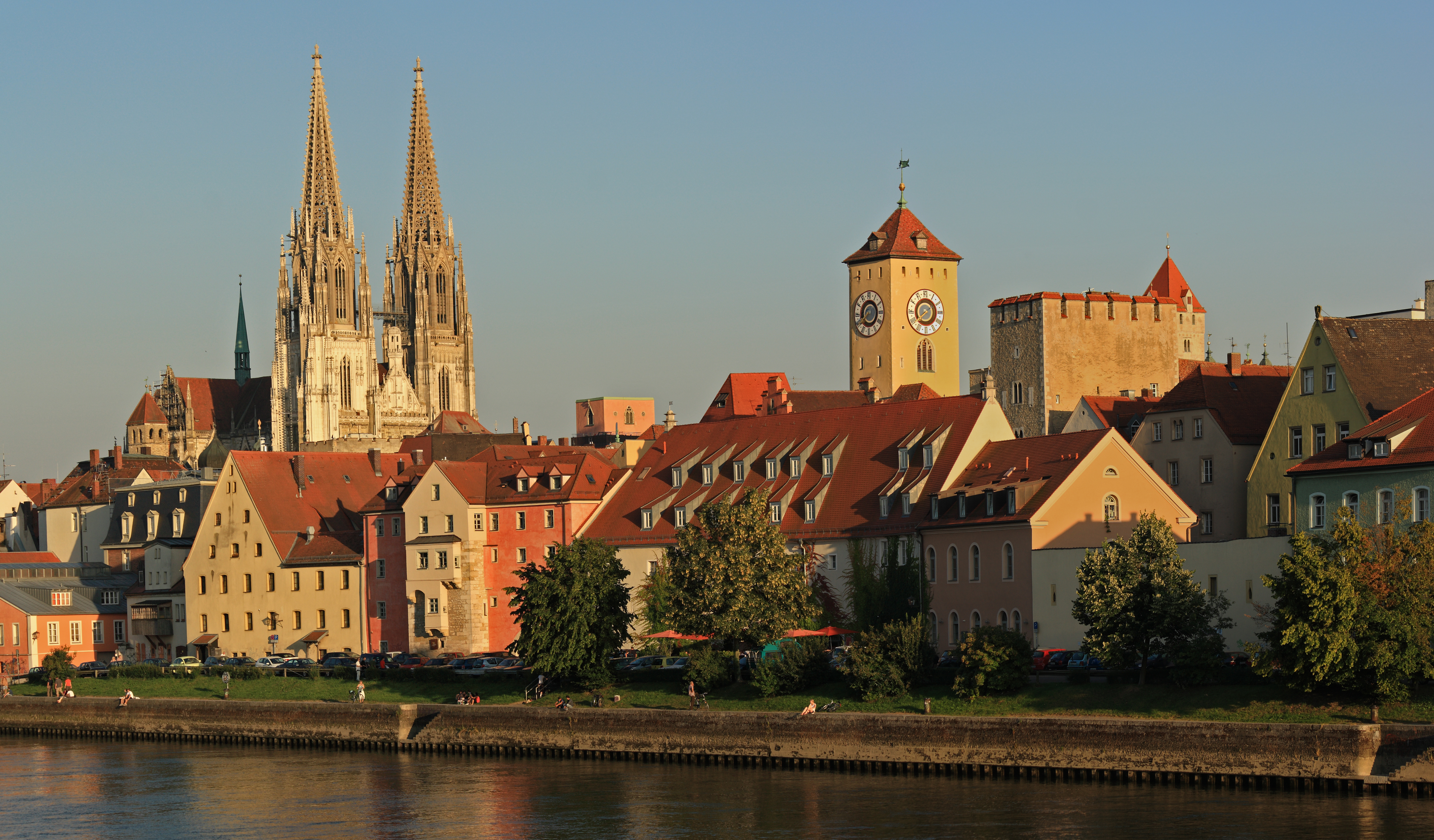
Regensburg: Dom und Altstadt

Naab bei Schwandorf mit dem Schloss Fronberg

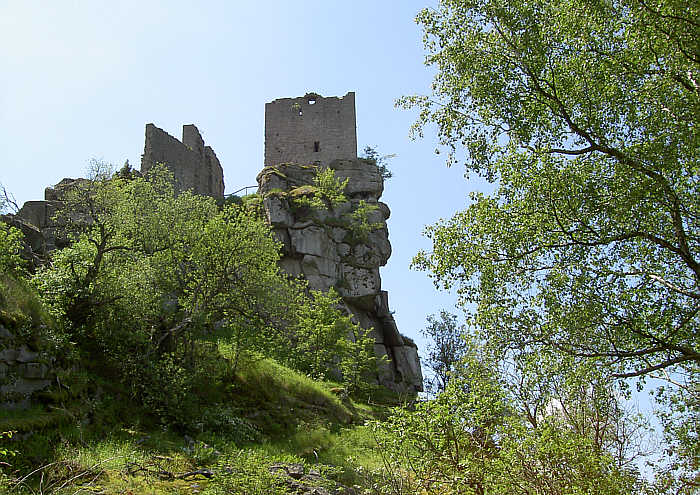
Burgruine in Flossenbürg im Lkr. Neustadt/Waldnaab

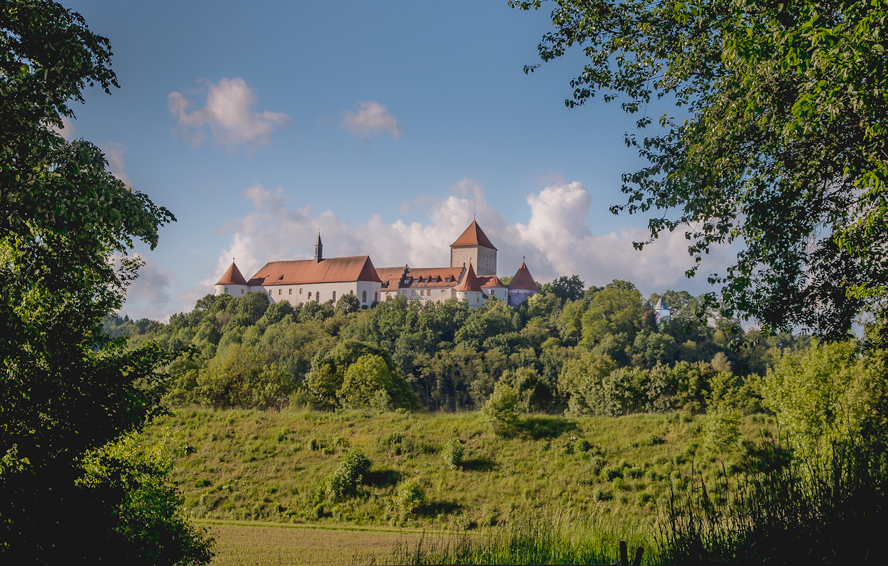
Schloss Wörth an der Donau

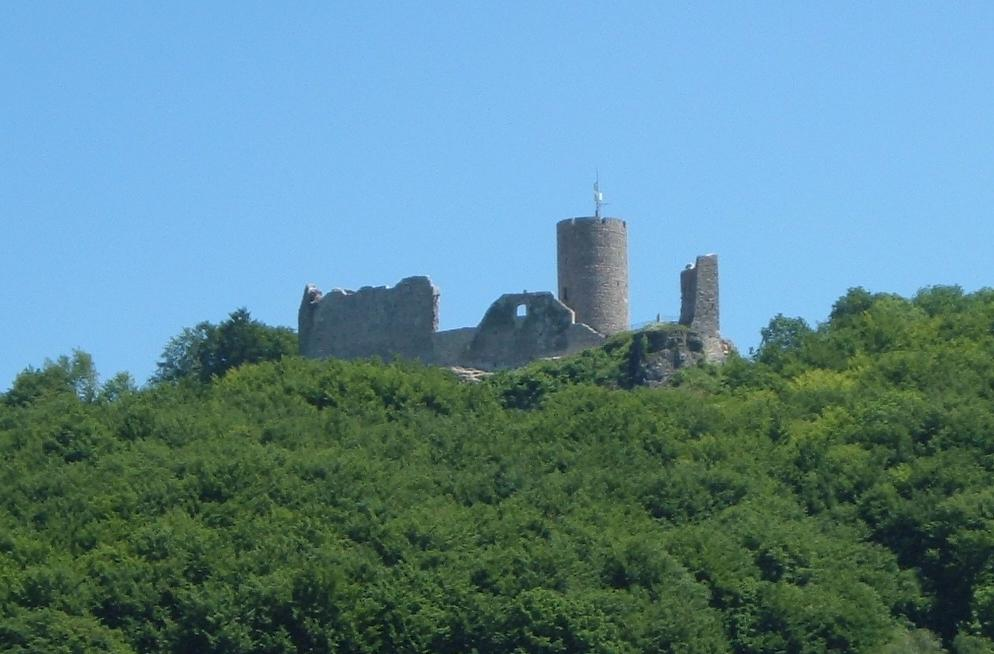
Burgruine Wolfstein bei Neumarkt

- Mit mehr als 600 Burgen und Schlössern, zum Teil nur noch als Ruinen erhalten, ist die Oberpfalz ein burgenreiches Gebiet in Nordbayern und zeugt von einer bewegten Vergangenheit.
- Das Oberpfälzer Seenland rund um Schwandorf
- Felsenkeller-Labyrinth in Schwandorf
- Oberpfälzer Fischereimuseum in Tirschenreuth
- Freilandmuseum Oberpfalz
- Deutsches Knopfmuseum in Bärnau
- Geschichtspark Bärnau-Tachov in Bärnau
- Die Glasstraße verbindet die aktuellen und historischen Glashüttenstandorte im Oberpfälzer- und Bayerischen Wald
- Die Bayerische Porzellanstraße führt durch den nördlichen Teil der Oberpfalz
- Die Bayerische Eisenstraße zwischen Pegnitz, Amberg und Regensburg
- Waldsassen im Stiftland mit dem Kloster Waldsassen
- Schloss Fockenfeld im Kloster Fockenfeld
- Kontinentale Tiefbohrung bei Windischeschenbach
- Monte Kaolino bei Hirschau
- Bergbau- und Industriemuseum Ostbayern in Theuern
- Bergbau- und Heimatmuseum Erbendorf
- Bergbaumuseum in Auerbach in der Oberpfalz
- Centrum Bavaria Bohemia Grenzübergreifendes Kulturzentrum in Schönsee
- Schulmuseum in Sulzbach-Rosenberg
- Archäologisches Museum in Amberg
- Historische Altstadt von Amberg
- Historische Altstadt in Regensburg (Weltkulturerbe)
- Historische Altstadt in Weiden in der Oberpfalz
- Historische Altstadt in Neumarkt in der Oberpfalz
- Museum Lothar Fischer in Neumarkt in der Oberpfalz
- Alter Kanal von Neumarkt bis Regensburg
- Internationales Keramik-Museum Weiden
- Bezirkshauptstadt Regensburg
- Ruhmeshalle Walhalla
- Schloss Wörth an der Donau
- Naturpark Nördlicher Oberpfälzer Wald
- Naturpark Oberpfälzer Wald
- Naturpark Oberer Bayerischer Wald
- Vorderer Bayerischer Wald
- Naturpark Hirschwald
- Geotop Basaltkegel Parkstein
- Der Bayerwald-Tierpark in Lohberg
- Wildpark Höllohe in Teublitz
- Das historische Silber- und Flussspatbergwerk „Fürstenzeche“ in Lam
- Naturpark Steinwald mit dem Großen Teichelberg und Pechbrunn
- Naturpark Altmühltal im Südwesten der Oberpfalz

## Bezirk
Der Bezirk Oberpfalz bildet gemeinsam mit den anderen bayerischen Bezirken die dritte kommunale Ebene des Bundeslandes. Die Kernaufgaben des Bezirks liegen im sozialen und kulturellen Bereich. Die Organe des Bezirks sind der Bezirkstag, der Bezirksausschuss und der Bezirkstagspräsident (Art. 21 Bezirksordnung – BezO).

### Geschichte
Das Königreich Bayern hatte noch vor Preußen sein Gebiet 1806 in Kreise gegliedert. 1828 bis 1919 bestand für die Oberpfalz (Regenkreis bis 1837) als Vertretungsgremium ein Landrat(h), von 1919 bis 1945 war der entsprechende Begriff Kreistag (ab 1932 Zusammenlegung mit Niederbayern als Kreistag von Niederbayern und der Oberpfalz). Die Bezeichnung „Kreis“ wurde in der NS-Zeit jedoch der preußischen Bezeichnung „Bezirk“ angeglichen und im Jahre 1939 wurden andererseits die „Bezirksämter“ in „Landkreise“ umbenannt, was die Verfassung des Freistaates Bayern jedoch kurz nach dem Zweiten Weltkrieg ignorierte. Die trotz der Regelung in der Verfassung als Bezirkstage bezeichneten Kommunalparlamente wurden 1954 zum ersten Mal nach dem Zweiten Weltkrieg wieder gewählt.
Bezirkstagspräsidenten seit 1954
- Johann Pösl 1954–1978 (CSU)
- Alfred Spitzner, 1978–1992 (CSU)
- Hans Bradl, 1992–1999 (CSU)
- Rupert Schmid, 1999–2008 (CSU)
- Franz Löffler, seit 2008 (CSU)

### Bezirkstag
- SPD: 1
- Grüne: 2
- FW: 4
- CSU: 7
- AfD: 3

#### Zusammensetzung
| Wahl | CSU | SPD | FW | Grüne | FDP | NPD | BP | GB/BHE | ÖDP | Linke | AfD | Gesamt |
| ---- | --- | --- | -- | ----- | --- | --- | -- | ------ | --- | ----- | --- | ------ |
| 2023 | 7   | 1   | 4  | 2     |     |     |    |        |     |       | 3   | 17     |
| 2018 | 8   | 2   | 3  | 2     | 1   |     |    |        |     |       | 2   | 18     |
| 2013 | 8   | 3   | 2  | 1     |     |     | 1  |        | 1   |       |     | 16     |
| 2008 | 9   | 4   | 2  | 1     | 1   |     |    |        |     |       |     | 17     |
| 2003 | 11  | 4   | 1  | 1     |     |     |    |        |     |       |     | 17     |
| 1998 | 11  | 7   | 1  |       |     |     |    |        |     |       |     | 19     |
| 1994 | 11  | 7   |    | 1     |     |     |    |        |     |       |     | 19     |
| 1990 | 12  | 6   |    | 1     |     |     |    |        |     |       |     | 19     |
| 1986 | 11  | 7   |    | 1     |     |     |    |        |     |       |     | 19     |
| 1982 | 12  | 6   |    | 1     |     |     |    |        |     |       |     | 19     |
| 1978 | 13  | 6   |    |       |     |     |    |        |     |       |     | 19     |
| 1974 | 14  | 5   |    |       |     |     |    |        |     |       |     | 19     |
| 1970 | 13  | 6   |    |       |     |     |    |        |     |       |     | 19     |
| 1966 | 11  | 7   |    |       |     | 1   |    |        |     |       |     | 19     |
| 1962 | 13  | 7   |    |       |     |     |    |        |     |       |     | 20     |
| 1958 | 12  | 6   |    |       |     |     | 1  | 1      |     |       |     | 20     |
| 1954 | 10  | 6   |    |       | 1   |     | 2  | 1      |     |       |     | 20     |

Im amtierenden Bezirkstag (seit 2023) gibt es ein Überhangmandat für die CSU.

#### Bezirkstagspräsident
Seit 2008 ist Franz Löffler (CSU) Bezirkstagspräsident. Seine Stellvertreter sind Lothar Höher (CSU) und Thomas Thumann (Freie Wähler).

#### Bezirkstag der Oberpfalz in der Wahlperiode von 2023 bis 2028
Der Bezirkstag der Oberpfalz hat in der Wahlperiode 2023 bis 2028 folgende Mitglieder:
CSU
- Bernadette Dechant
- Thomas Ebeling
- Roland Grillmeier
- Lothar Höher
- Franz Löffler, Bezirkstagspräsident
- Martin Preuß
- Heidi Rackl

Freie Wähler
- Kerstin Radler
- Tanja Schweiger, Fraktionsvorsitzende
- Thomas Thumann, Stellvertreter des Bezirkstagspräsidenten
- Richard Tischler

AfD
- Dieter Arnold
- Claudia Marino
- Manfred Schiller

Bündnis 90/Die Grünen
- Gabriele Bayer
- Wiebke Richter

SPD
- Bruno Lehmeier

#### Bezirkstag der Oberpfalz in der Wahlperiode von 2018 bis 2023
Der Bezirkstag der Oberpfalz hatte in der Wahlperiode 2018 bis 2023 folgende Mitglieder:
CSU
- Toni Dutz, Fraktionsvorsitzender
- Thomas Ebeling, Fischerei- und Umweltreferent
- Lothar Höher, Stellvertreter des Bezirkstagspräsidenten
- Franz Löffler, Bezirkstagspräsident
- Marina Mühlbauer
- Martin Preuß
- Heidi Rackl
- Johann Renter, Inklusionsreferent

Freie Wähler
- Andreas Michelson
- Tanja Schweiger, Fraktionsvorsitzende
- Thomas Thumann, Stellvertreter des Bezirkstagspräsidenten

AfD
- Wolfgang Pöschl, Fraktionsvorsitzender
- Karl Schmid

Bündnis 90/Die Grünen
- Gabriele Bayer
- Stefan Christoph, Fraktionsvorsitzender

SPD
- Richard Gaßner, Fraktionsvorsitzender, Kulturreferent
- Brigitte Scharf

FDP
- Stefan Potschaski

### Wappen
| Wappen der Oberpfalz | Blasonierung: „Gespalten durch eine aufsteigende und eingeschweifte rote Spitze, darin zwei schräg gekreuzte silberne Schlüssel; vorne in Schwarz ein linksgewendeter, rot bewehrter und rot gekrönter goldener Löwe, hinten die bayerischen Rauten.“ |
| Wappen der Oberpfalz | Wappenbegründung: Der steigende goldene Löwe ist der Pfälzer Löwe, das silbern-blaue (weiß-blaue) Rautenmuster die bayerischen Rauten. Die schräg gekreuzten silbernen Schlüssel in der roten eingeschweiften Spitze repräsentieren das Wappen der Stadt Regensburg. Es ersetzt den aufgelegten Reichsapfel als Zeichen der Kurwürde des Landesfürsten (als Erztruchsess) im ursprünglichen Siegel der Oberpfälzer Landstände des 16. Jahrhunderts, dem das Oberpfälzer Wappen entstammt. Damit wird auch an die ursprüngliche Bezeichnung des Regierungsbezirkes Oberpfalz und Regensburg sowie an die 1810 erfolgte Eingliederung der einstmaligen Reichsstadt Regensburg in das Königreich Bayern erinnert. Das Wappen symbolisiert damit auch die bis ins Mittelalter zurückreichende geschichtliche Tradition des aus dem kurpfälzischen Territorium in Bayern entstandenen kurbayerischen Fürstentums der „Oberen Pfalz“. Denn nach der Belehnung des bayerischen Herzogs Ludwig I. des Kelheimers aus dem Hause Wittelsbach 1214 mit der Pfalzgrafschaft diente es über Jahrhunderte als gemeinsames heraldisches Symbol der altbayerischen und pfälzischen Wittelsbacher. Das Wappen gibt es seit 1960 (Musterentwurf vom 25. August 1960) |

### Bezirks-Einrichtungen
- Medizinische Einrichtungen des Bezirks Oberpfalz (medbo)
- Freilandmuseum Oberpfalz
- Sudetendeutsches Musikinstitut
- Berufsfachschule für Musik in Sulzbach-Rosenberg
- Berufsfachschule für Krankenpflege in Regensburg
- Oberpfalz-Studentenwohnheim in Regensburg
- Fachberatung für Fischerei und Teichwirtschaftlicher Beispielsbetrieb in Wöllershof
- Jugendbildungsstätte Waldmünchen mit bezirklicher Relevanz

## Regierungsbezirk
Der Regierungsbezirk Oberpfalz ist gebietsmäßig identisch mit dem Bezirk Oberpfalz. Er ist der Zuständigkeitsbereich der staatlichen Mittelbehörde Regierung der Oberpfalz.

### Regierungspräsidenten
- Max von Lodron, 1810–1817

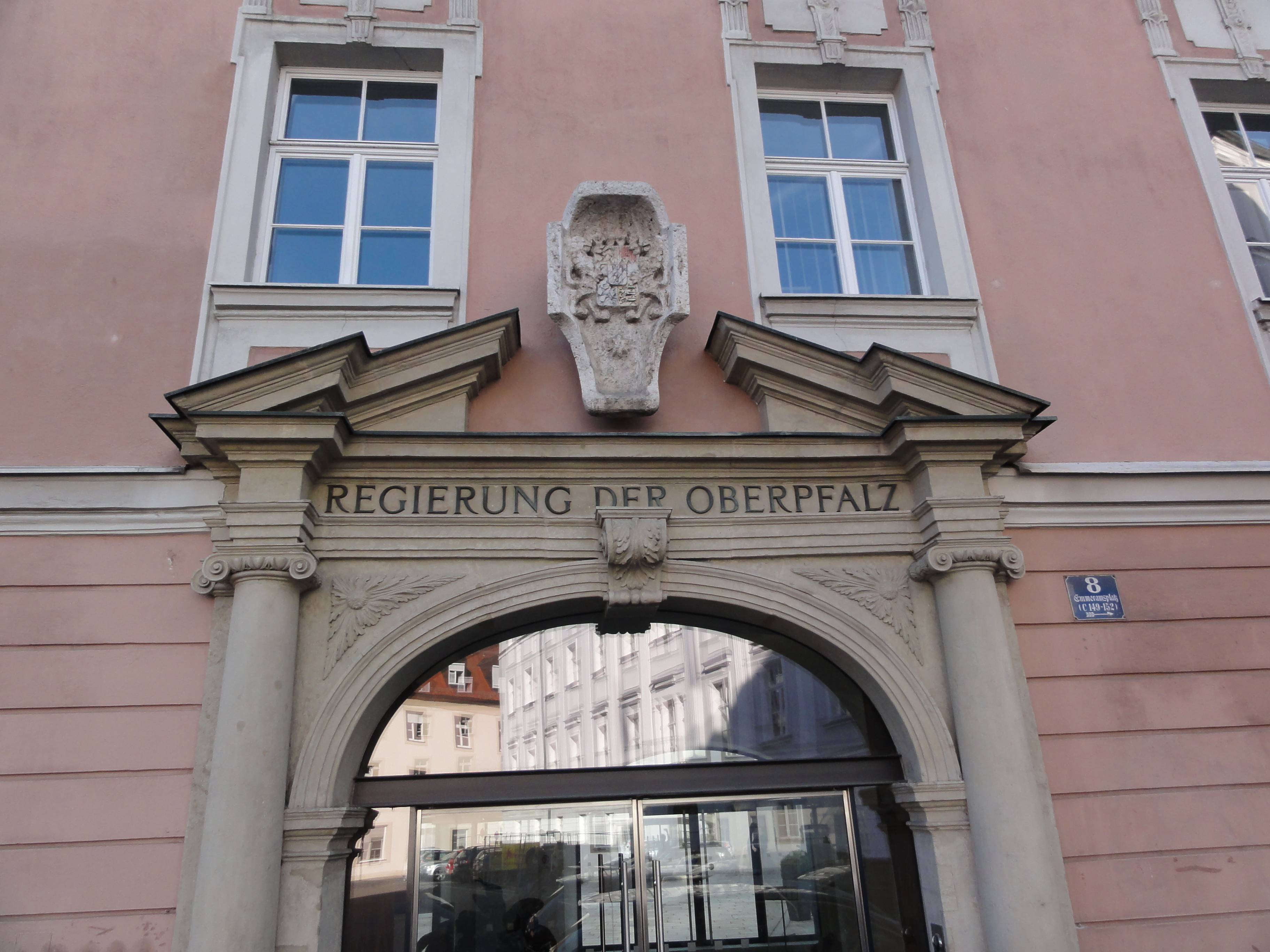
Regierung der Oberpfalz

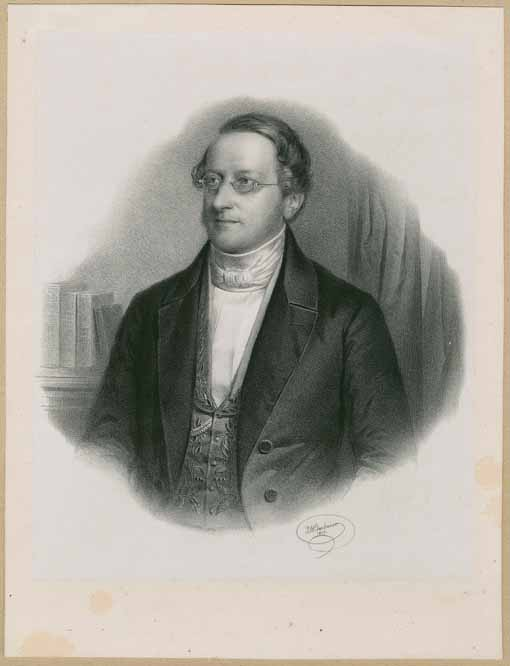
Karl Freiherr von Schrenck von Notzing

- Konrad Heinrich von Dörnberg, 1817–1828
- Arnold von Link, 1829–1831
- Eduard von Schenk, 1831–1841
- Friedrich von Zu Rhein, 1841–1847
- Karl von Schrenck von Notzing, 1847
- Georg Karl von Welden, 1847
- Friedrich von Zu Rhein, 1847–1849
- Karl Joseph von Künsberg-Langenstadt, 1849–1863
- Max von Gutschneider, 1863–1868
- Max von Pracher, 1868–1888
- Friedrich von Ziegler, 1888–1894
- Hartmann Graf Fugger von Kirchberg und Weißenhorn, 1894–1899
- Karl Theodor von Lutz, 1899–1905
- Friedrich von Brettreich, 1905–1907
- Anton von Aretin, 1907–1917
- Wolfgang Pöll, 1917–1918
- Hubert von Gumppenberg-Peuerbach, 1918–1921
- Theodor von Winterstein, 1921–1927
- Ludwig von Rücker, 1927–1930
- Julius Hahn, 1930–1932
- Heinrich Wirschinger, 1932–1934
- Franz Schwede, 1934
- Wilhelm von Holzschuher, 1934–1939
- Friedrich Wimmer, 1939–1943, seit 1940 überwiegend in den Niederlanden tätig
  - Regierungsvizepräsident Hermann Edler von Gäßler, 1940–1943
- Gerhard Bommel, 1943–1945
- Ernst Falkner, 1945
- Franz Wein, 1945–1952
- Josef Ulrich, 1952–1959
- Georg Zizler, 1959–1962
- Ernst Emmerig, 1962–1981
- Karl Krampol, 1981–1993
- Alfons Metzger, 1994–1999
- Wilhelm Weidinger, 1999–2004
- Wolfgang Kunert, 2004–2008
- Brigitta Brunner, 2008–2014
- Axel Bartelt, 2014–2022
- Walter Jonas, seit 2022[19]

### Landschaft
- Franz X. Bogner: Die Oberpfalz aus der Luft. Pustet, Regensburg 2010, ISBN 978-3-7917-2249-8.
- Radu Chinta: Alte Abbaugebiete für Braunkohle im Fichtelgebirge und in der nördlichen Oberpfalz. Geologische Blätter für Nordost-Bayerns, Band 33, Heft 3–4, Erlangen 1983.
- Günter Moser, Bernhard Setzwein: Weites Land, weite Blicke. Die Oberpfalz (Bild-Text-Band). Buch- und Kunstverlag Oberpfalz, Amberg 2008, ISBN 978-3-935719-46-9.
- Ursula Pfistermeister: Himmlische Ansichten. Oberpfalz im Luftbild. Buch- & Kunstverlag Oberpfalz, Amberg 1998, ISBN 3-924350-69-8.

### Geschichte
- Sigfrid Färber: Bedeutende Oberpfälzer. Pustet, Regensburg 1981. ISBN 3-7917-0723-X.
- Gerhard Köbler: Historisches Lexikon der deutschen Länder. Die deutschen Territorien vom Mittelalter bis zur Gegenwart. 7., vollständig überarbeitete Auflage. C.H. Beck, München 2007, ISBN 978-3-406-54986-1.
- Günter Moser, Bernhard Setzwein, Mathias Conrad: Oberpfälzer Burgen. Eine Reise zu den Zeugen der Vergangenheit (Bild-Text-Band). 2004; 2., überarb. Aufl., Buch- und Kunstverlag Oberpfalz, Amberg 2009, ISBN 3-935719-25-6.
- Günther Rambach: Hakenkreuz und Martinskirche. Schicksalsjahre in der Oberpfalz 1933–1959. Ensdorf 2010, ISBN 978-3-00-031635-7.
- Anna Schiener: Kleine Geschichte der Oberpfalz. Pustet, Regensburg 2011. ISBN 978-3-7917-2325-9.
- Georg Schrott, Christian Malzer, Manfred Knedlik (Hrsg.): ARMARIUM. Buchkultur in Oberpfälzer Klöstern. Provinzialbibliothek, Amberg 2016, ISBN 978-3-9817968-0-3.
- Tobias Appl, Manfred Knedlik (Hrsg.): Oberpfälzer Klosterlandschaft. Die Klöster, Stifte und Kollegien der Oberen Pfalz. Regensburg 2016, ISBN 978-3-7917-2759-2.

### Sprache und Literatur
- Bernhard M. Baron: Litera-Tour durch die Oberpfalz. In: 50 Jahre Tourismusverband Ostbayern. Von der Reklame zum Internet (Festschrift), Regensburg 1999, S. 83–86, ISBN 3-928755-38-2.
- Martin Stangl: Wörterböijchl Oberpfälzisch-Deutsch / Deutsch-Oberpfälzisch. Verlag Stangl & Taubald, Weiden 2004, ISBN 3-924783-33-0.
- Martin Stangl: Neis Wörterböijchl Oberpfälzisch-Deutsch / Deutsch-Oberpfälzisch. Verlag Stangl & Taubald, Weiden 2004, ISBN 978-3-924783-36-5.
- Ernst Schwarz: Sprache und Siedlung in Nordostbayern (Erlanger Beiträge zur Sprach- und Kunstwissenschaft 4), Nürnberg 1960.
- Hubert Treml: Hawadehre – Oberpfälzisch in 50 × 2 Minuten. Verlag Stangl & Taubald, Weiden 2009, ISBN 978-3-924783-46-4.